# Lipin Bor
Lipin Bor (in russo Липин Бор?) è un villaggio della Russia europea nell'oblast' di Volgograd. È il centro amministrativo del rajon Vaškinskij.
Si trova sulla riva nord-orientale del lago Bianco, a nord-ovest di Vologda.